# Canton de Mende-1
Le canton de Mende-1 est une circonscription électorale française du département de la Lozère.

## Histoire
Un nouveau découpage territorial de la Lozère entre en vigueur à l'occasion des élections départementales de 2015. Il est défini par le décret du 25 février 2014, en application des lois du 17 mai 2013 (loi organique 2013-402 et loi 2013-403). Les conseillers départementaux sont, à compter de ces élections, élus au scrutin majoritaire binominal mixte. Les électeurs de chaque canton élisent au Conseil départemental, nouvelle appellation du Conseil général, deux membres de sexe différent, qui se présentent en binôme de candidats. Les conseillers départementaux sont élus pour 6 ans au scrutin binominal majoritaire à deux tours, l'accès au second tour nécessitant 12,5 % des inscrits au 1er tour. En outre la totalité des conseillers départementaux est renouvelée. Ce nouveau mode de scrutin nécessite un redécoupage des cantons dont le nombre est divisé par deux avec arrondi à l'unité impaire supérieure si ce nombre n'est pas entier impair, assorti de conditions de seuils minimaux. Dans la Lozère, le nombre de cantons passe ainsi de 25 à 13.
Le canton de Mende-1 est formé d'une fraction de la commune de Mende. Il est entièrement inclus dans l'arrondissement de Mende. Le bureau centralisateur est situé à Mende.

## Représentation
| Période élective | Période élective | Mandat | Mandat   | Identité        | Nuance | Nuance | Qualité |
| ---------------- | ---------------- | ------ | -------- | --------------- | ------ | ------ | --- |
| 2015             | 2021             | 2015   | 2021     | Régine Bourgade |        | MoDem  | 1re adjointe au maire de Mende 7ème Vice-Présidente du Conseil départemental                                                 |
| 2015             | 2021             | 2015   | 2021     | Laurent Suau    |        | PS     | Maire de Mende (2016-2024) Président de la Communauté de Communes Cœur de Lozère 1er Vice-Président du Conseil départemental |
| 2021             | 2028             | 2021   | en cours | Régine Bourgade |        | MoDem  | 1re adjointe au maire de Mende, maire depuis 2024                                                                            |
| 2021             | 2028             | 2021   | en cours | Laurent Suau    |        | LREM   | Ancien maire de Mende Président de la Communauté de Communes Cœur de Lozère 1er Vice-Président du conseil départemental      |

### Résultats détaillés

#### Élections de mars 2015
À l'issue du 1er tour des élections départementales de 2015, deux binômes sont en ballotage : Régine Bourgade et Laurent Suau (Union de la Gauche, 42,79 %) et Ginette Brunel et Christophe Henry (DVD, 34,75 %). Le taux de participation est de 61,29 % (2 606 votants sur 4 252 inscrits) contre 66,11 % au niveau départemental et 50,17 % au niveau national.
Au second tour, Régine Bourgade et Laurent Suau (Union de la Gauche) sont élus avec 52,65 % des suffrages exprimés et un taux de participation de 66,16 % (1 379 voix pour 2 813 votants et 4 252 inscrits).

#### Élections de juin 2021
Le premier tour des élections départementales de 2021 est marqué par un très faible taux de participation (33,26 % au niveau national). Dans le canton de Mende-1, ce taux de participation est de 49,08 % (2 142 votants sur 4 364 inscrits) contre 48,91 % au niveau départemental. À l'issue de ce premier tour,  le binôme constitué de Régine Bourgade et Laurent Suau (DVG , 54,14 %), est élu avec 54,14 % des suffrages exprimés.

## Composition
| Nom                           | Code Insee | Intercommunalité  | Superficie (km2) | Population (dernière pop. légale)               | Densité (hab./km2) | Modifier                                    |
| ----------------------------- | ---------- | ----------------- | ---------------- | ----------------------------------------------- | ------------------ | ------------------------------------------- |
| Mende (bureau centralisateur) | 48095      | CC Cœur de Lozère | 36,56            | Fraction : 6 172 (2022) Commune : 12 322 (2022) | 337                | modifier les données · modifier les données |
| Canton de Mende-1             | 4809       |                   | 36,56            | 6 172 (2022)                                    | 169                | modifier les données                        |

Le canton de Mende-1 comprend la partie de la commune de Mende située au nord du cours du Lot, depuis la limite territoriale de la commune de Balsièges, jusqu'à la limite territoriale de la commune de Badaroux.

## Démographie
En 2022, le canton comptait 6 172 habitants, en évolution de +5,4 % par rapport à 2016 (Lozère : +0,11 %, France hors Mayotte : +2,11 %).
| 2013  | 2018  | 2022  |
| ----- | ----- | ----- |
| 5 553 | 6 289 | 6 172 |